# Calle San Isidoro (Sevilla)
La calle San Isidoro es una vía pública de la ciudad española de Sevilla.

## Descripción
La vía discurre desde la calle Francos hasta Corral del Rey. Si bien se conoció como «calle del Licenciado Diego Hernández», el título actual se lo debe a la iglesia de San Isidoro, situada en las inmediaciones. Aparece descrita en la Noticia histórica del origen de los nombres de las calles de esta ciudad de Sevilla (1839) de Félix González de León con las siguientes palabras:

Calle de san Isidoro. Se halla sitauda en el cuartel B. y en la parroquia de este nombre, que por su inmediacion lo toma la calle: antiguamente la llamaban del licenciado Diego Hernandez: nada tiene de particular, sino hermosa y cómodas casas de habitacion, es angosta y pasa desde calle Francos á la referida parroquia.
(González de León, 1839, p. 337)